# RECOLNAT
Le Réseau national des collections naturalistes (Récolnat) est une infrastructure de recherche française dont l'objectif est de produire un corpus de données basé sur les collections d'histoire naturelle de France, permettant de valoriser les recherches au service de l'étude de la géo- et de la biodiversité actuelle et passée.

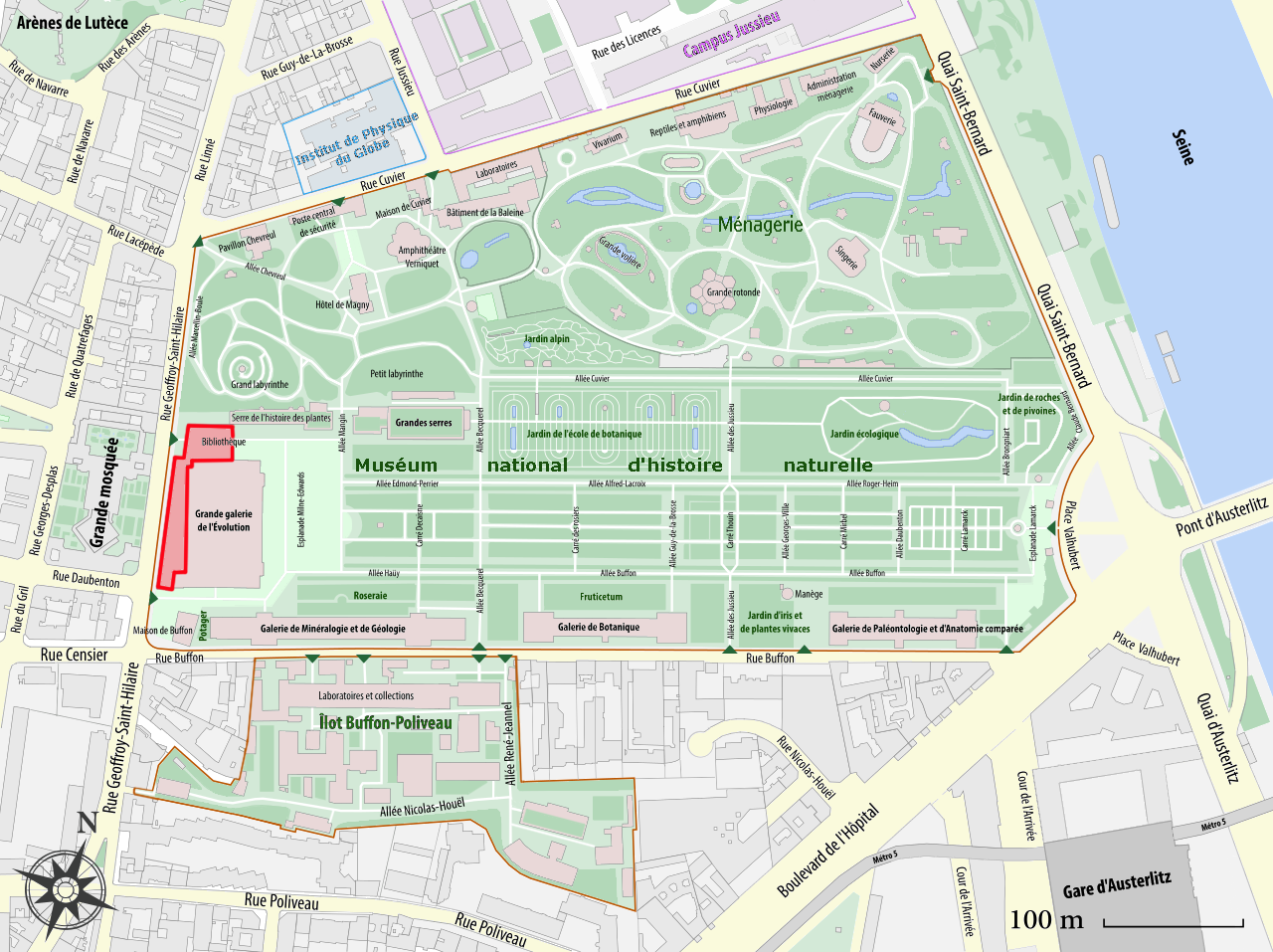
Le siège de Récolnat se situe au Muséum national d'histoire naturelle, 57 rue Cuvier, CP23 à Paris (75005).

## Descriptif
Les collections d'histoire naturelle des muséums, musées, universités et instituts constituent un très vaste outil de recherche : l'objectif de Récolnat est de coordonner et de mutualiser les efforts afin de faciliter l'accès à cette source de données naturalistes, en lien avec les programmes de recherche qui contribuent à relever les défis scientifiques et sociétaux liés aux rapports entre l'humanité et l'environnement, aux changements climatiques, à l'utilisation des ressources environnementales, à la santé, etc.

## Historique, statut, enjeux
Initiée en 2013 à travers le programme e-ReColNat (ANR-11-INBS-0004), Récolnat figure sur la « feuille de route » des infrastructures du ministère de la Recherche depuis 2016.
Depuis 2020, le réseau national des collections naturalistes a pris la forme d'un groupement d'intérêt scientifique (GIS), destiné à constituer un « réseau d'excellence scientifique » en rassemblant les professionnels de la conservation, de la gestion, de la valorisation des collections et de la recherche, en harmonisant les pratiques liées aux collections naturalistes. Cette harmonisation s'inscrit dans la politique de « données ouvertes » et les principes « FAIR » : trouvable, accessible, interopérable, réutilisable. Piloté par le Muséum national d'histoire naturelle, Récolnat constitue également le pôle français de l'infrastructure équivalente européenne : le DiSSCo (pour Distributed Systems of Scientific Collections). 

### Liste des membres de Récolnat au 01/02/2021
- Muséum national d'histoire naturelle
- Université Clermont Auvergne
- Université Claude-Bernard Lyon 1
- Université de Rennes 1
- Muséum d'histoire naturelle de Dijon
- Université de Bourgogne
- Université Aix-Marseille
- Université de Montpellier
- Centre de coopération internationale en recherche agronomique pour le développement
- Muséum d'histoire naturelle de La Rochelle
- Muséum-aquarium de Nancy
- Muséum d'histoire naturelle de Marseille
- Université de Lorraine
- Université de Grenoble-Alpes
- Institut de recherche pour le développement
- Conservatoire botanique national de Bailleul
- Muséum d'histoire naturelle de Lille
- Muséum d'histoire naturelle de Toulouse
- Section d'histoire naturelle du musée Saint-Loup de Troyes
- Sorbonne Université
- Muséum de Nantes

### Liste des partenaires de Récolnat au 01/02/2021
- Muséum d'histoire naturelle Ville de Gaillac

## Outils, services de l'IR
Récolnat est un portail donnant accès à près de 11 millions d'images et à leurs données ancillaires. Ces images proviennent de plus de 80 institutions en France (métropole et Outre-mer). Elles ont été produites lors de campagnes de numérisation des collections de botanique, paléontologie et zoologie. 
Ce corpus de données est enrichi par le programme de sciences participatives des « Herbonautes », dont la communauté (plus de 4 000 contributeurs) constitue des jeux de données pour des travaux de recherche sélectionnés,. 
L'infrastructure propose aussi des outils pour les chercheurs travaillant à distance sur les doubles numériques des collections, ce qui évite de manipuler les échantillons originaux, souvent fragiles, ou même les moulages. À l'instar d'une « paillasse virtuelle », l'outil « Annotate » permet d'effectuer des mesures et des annotations de différents caractères et paramètres morphométriques de l'échantillon, grâce aux images numériques, et de les importer dans des tableaux structurés. Récolnat est aussi connecté à la plateforme internationale du GBIF (Global Biodiversity Information Facility) pour le partage et l'ouverture de ces données numériques au niveau mondial.

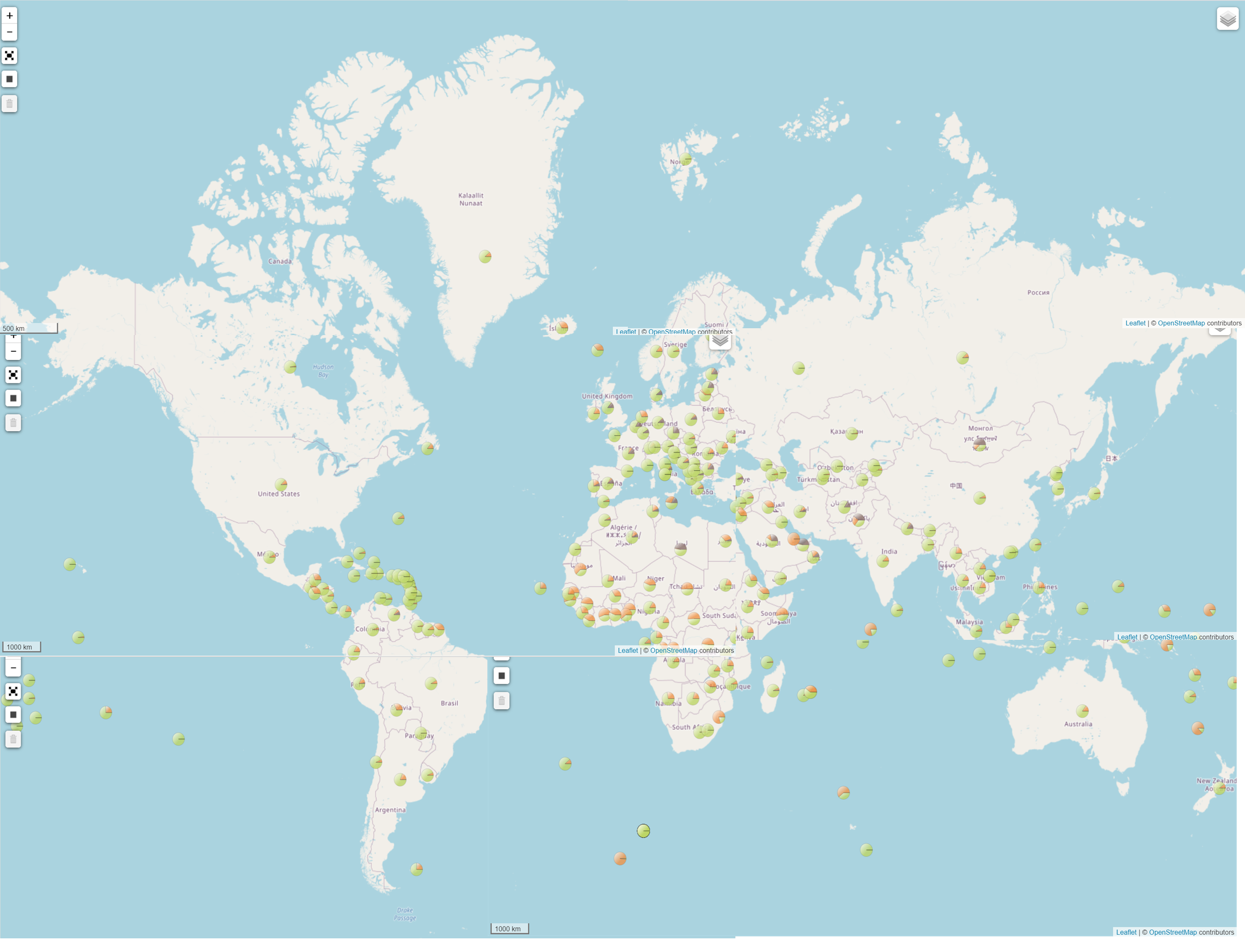
Distribution géographique de près de 11 millions de spécimens disponibles dans le portail Récolnat